# ガブリエル・ビブロン

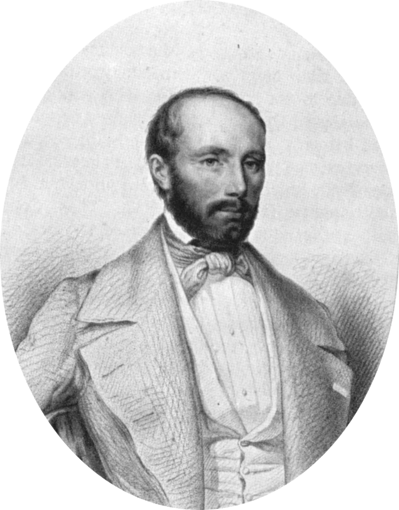
ガブリエル・ビブロン

ガブリエル・ビブロン（Gabriel Bibron、1805年10月20日 - 1848年3月27日）は、フランスの動物学者、爬虫両生類学者である、パリで、国立自然史博物館の職員の息子として生まれ、博物学に関する優れた素養を持ち、イタリアやシチリアでの脊椎動物の収集のために雇用され、ジャン・バティスト・ボリ・ド・サン＝ヴァンサンの下で、ペロポネソス半島への探検旅行に参加した。
彼は、1832年に出会ったオーギュスト・デュメリルとともに多くの爬虫類の種の分類を行った。デュメリルは主に属間の関係について関心を持ち、ビブロンに種の記述を任せた。彼らは、1834年から1854年の間に、爬虫類についての包括的な報告である『Erpetologie Generale』全10巻を出版した。また、ビブロンはデュメリルの博物館での講義の手助けも行い、パリの小学校の講師となった。
ビブロンは結核を発症し、1845年に引退してサン＝タルバン＝レ＝ゾーで療養を始め、42歳の時に死去した。

## 著書の図版
"Erpetologie Generale ou Histoire Naturelle Complete des Reptiles"の図版

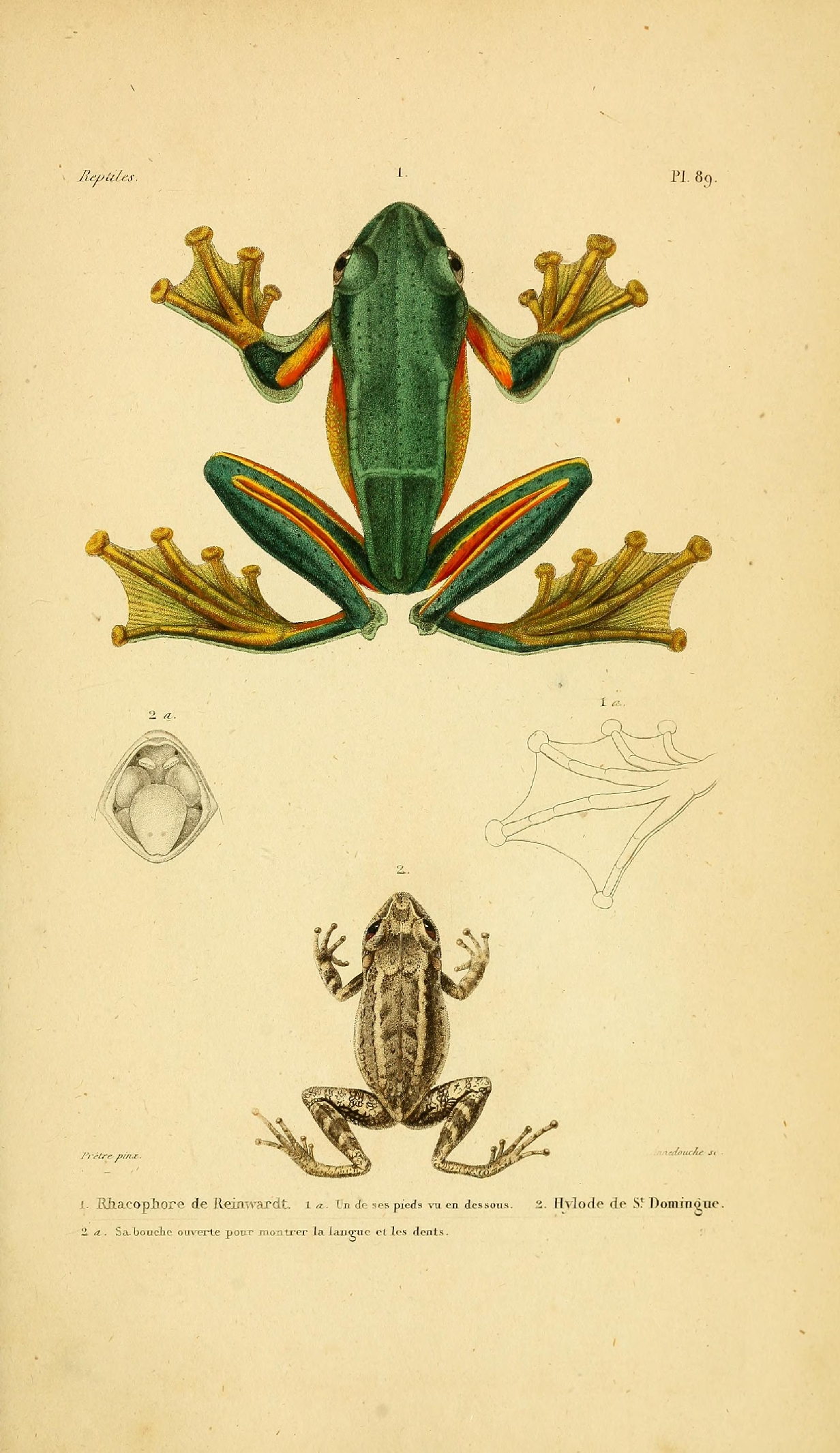
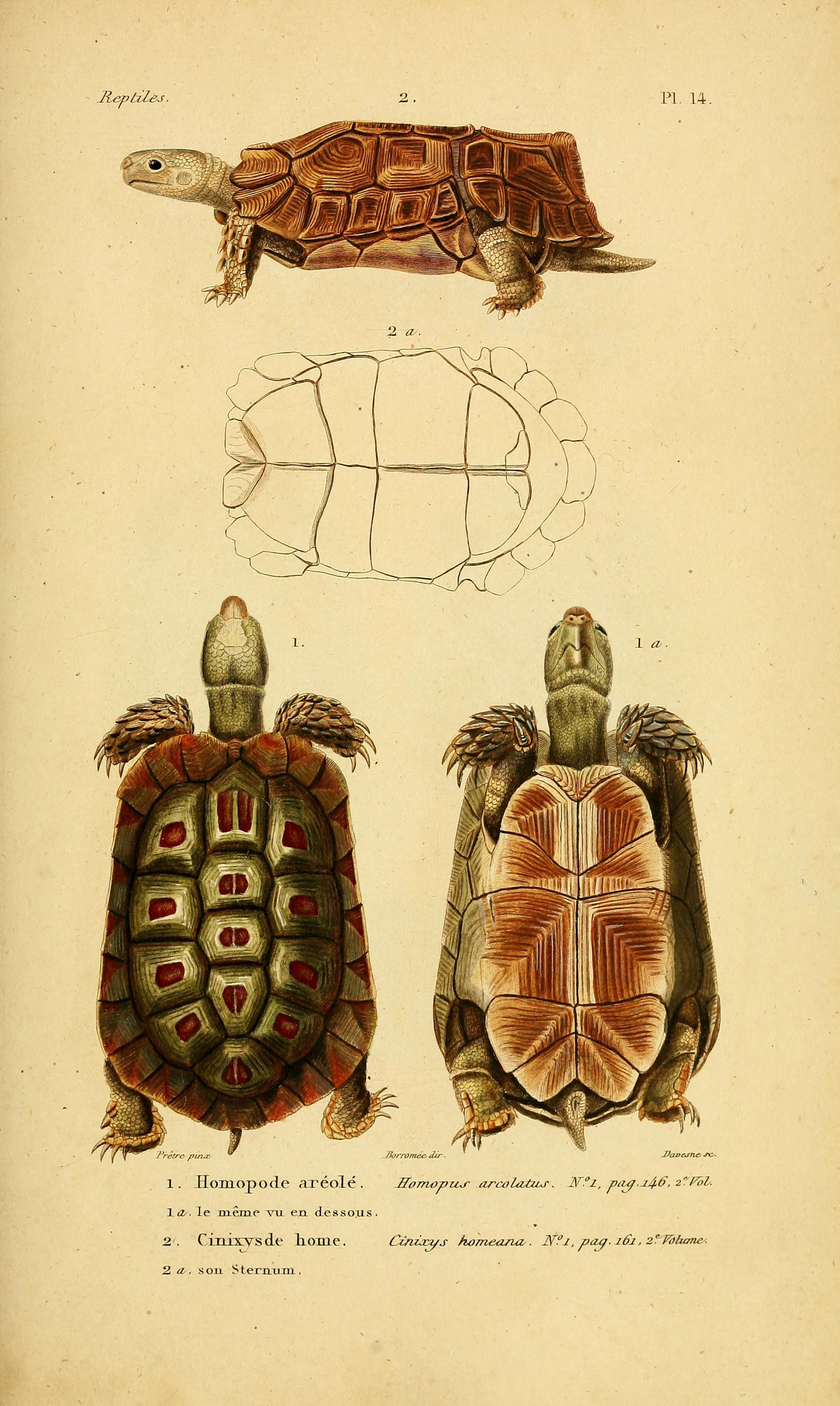
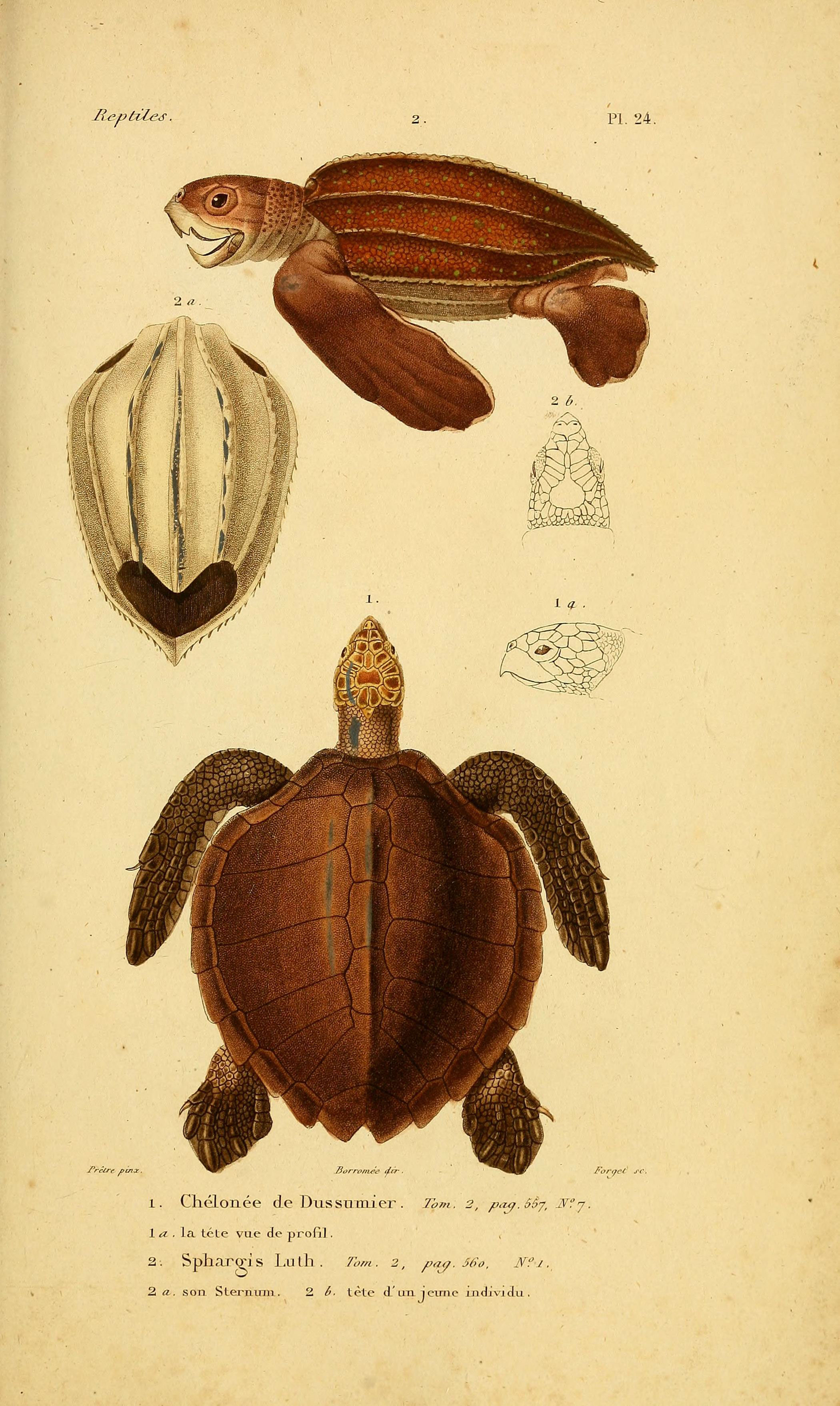
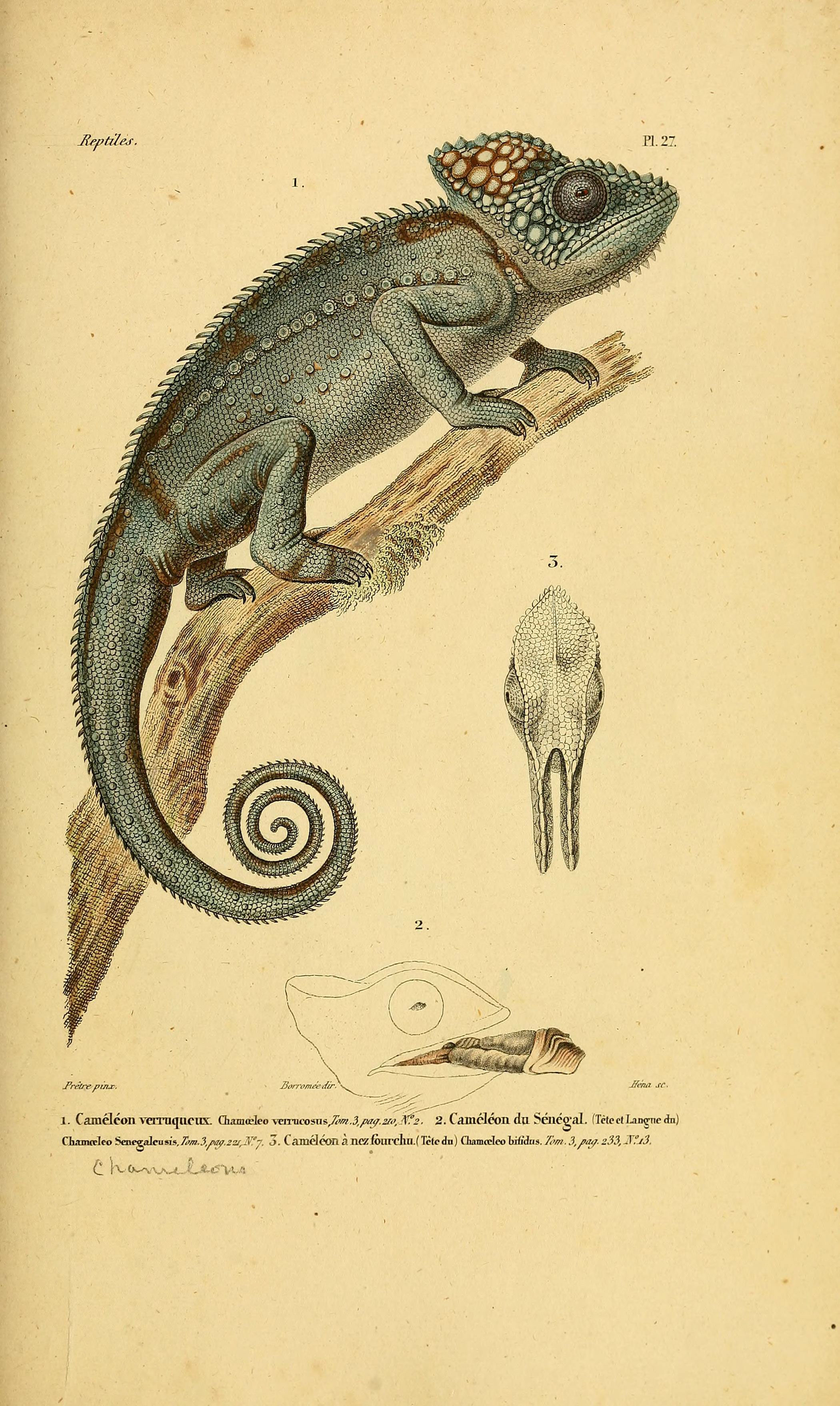
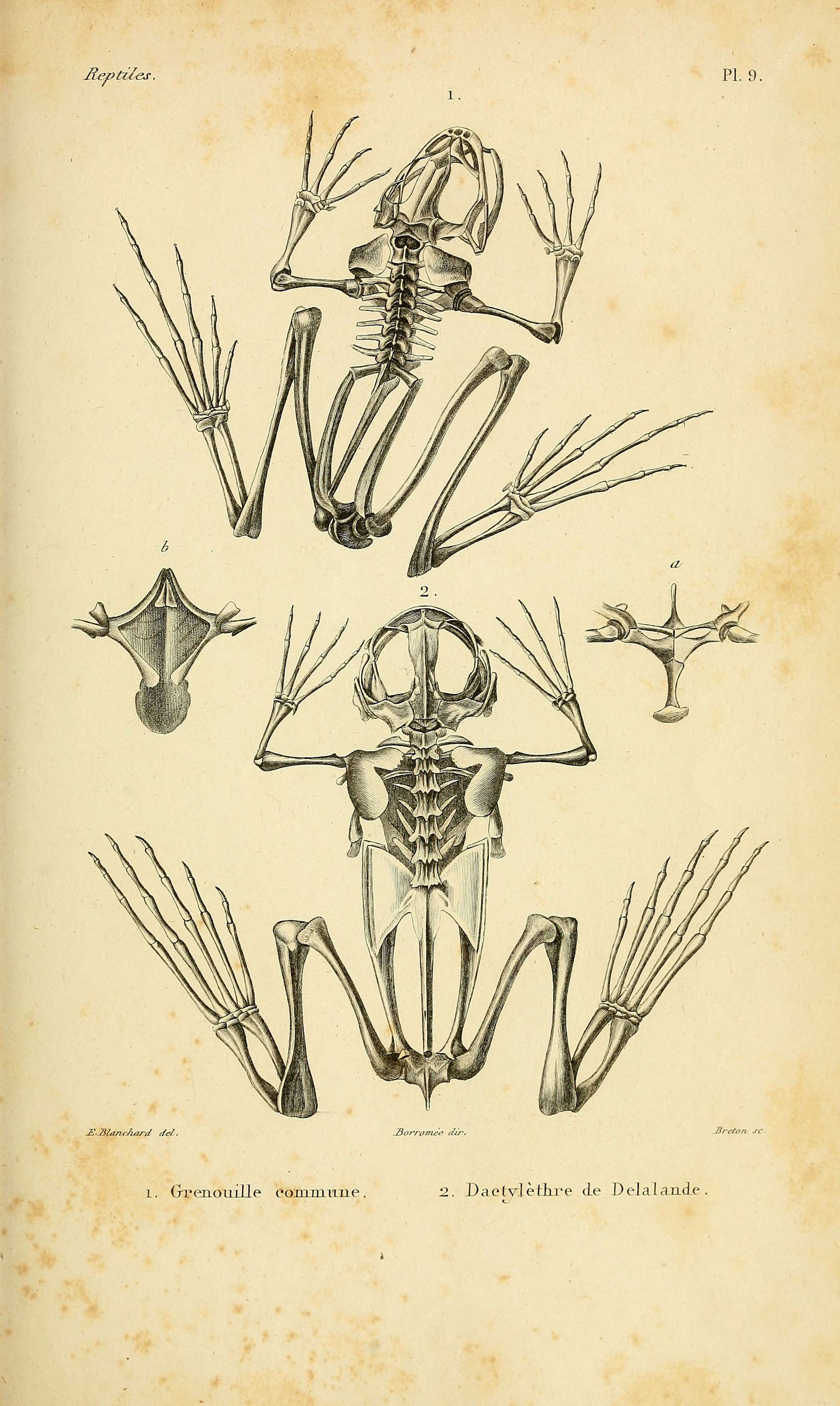